# Kunčice pod Ondřejníkem
Kunčice pod Ondřejníkem (německy Kunzendorf bei Frankstadt unter dem Radehoscht) jsou obec v okrese Frýdek-Místek v Moravskoslezském kraji. Žije zde přibližně 2 500 obyvatel. Obec slouží jako rekreační oblast Ostravska.

## Název
Místní název byl původně pojmenováním obyvatel vsi, na počátku znělo Kunčici, jeho základem bylo osobní jméno Kunek, Kunec nebo Kunče (ve starší podobě Kunča), což byly domácké podoby jména Kunrát. Význam obyvatelského jména byl "Kunkovi/Kuncovi/Kunčovi lidé". Od 17. století se připojoval přívlastek Velké (německy Groß), čímž ovšem došlo ke shodě jména s Velkými Kunčicemi u Ostravy (dnes Ostrava-Kunčice), proto bylo v roce 1924 stanoveno úřední jméno Kunčice pod Ondřejníkem.

## Historie

### Založení obce
Kunčice pod Ondřejníkem byly založeny z příkazu Arnolda z Hückelswagenu, jenž sídlil na nedalekém hradě Hukvaldy. Vymýcení lesa a založení obce bylo zadáno jistému Kunzovi po roce 1281. Tento člověk, o kterém nejsou žádné bližší informace, dal této vesnici jméno a jeho potomci zde zastávali fojtský úřad.
Asi sto let po vzniku obce byla založena skelná huť v místech, kde dnes stojí dnešní hostinec Na Huťařství. Tato sklárna se brzy stala slavnou pro své výrobky neobyčejné jakosti, vždyť ze zdejších talířů jedl sám arcibiskup olomoucký. Také se k ní váže první písemná zmínka o vesnici z roku 1581 (ves Kuncžycze) ohledně každoroční daně olomouckému arcibiskupovi v podobě jednoho sta skleněných talířů. V průběhu 17. století význam sklárny upadal a přes veškeré snahy několika sklářských rodů počátkem 18. století zanikla. Roku 1707 zde byl otevřen hostinec, který zde stojí dodnes.
Právě zánik hlavního zdroje obživy Kunčičanů zapříčinil, že se zde začalo pěstovat soukenictví. Ani v tomto ohledu se obyvatelé nedali zahanbit, neboť kunčické sukno bylo mimořádně kvalitní a dlouho dokázalo vzdorovat tzv. „americké kúdeli“ jak místní nazývali bavlnu. Přesto bylo soukenictví během druhé poloviny 19. století zatlačeno do pozadí.
Okolo roku 1860 začínají vznikat v Kunčicích první šachty na těžbu železa, na které jsou místní spliže bohaté. Hornina, jejíž obsah železa se pohyboval kolem 20 %, se dovážela do hutí do nedalekého Frýdlantu a Čeladné. Koncem 19. století těžba železné rudy končí, přesně roku 1895, kdy byl uzavřen poslední důl na Humbarku.

### Rozvoj turistického ruchu
Ustupující těžba uvolnila místo rozvoji turistického ruchu. První hosté začali přijíždět na „letní byt“ s dokončením tratě Bílsko-Kojetín v roce 1888, které do té doby řídce obydlenou horní část obce spojilo s průmyslovými městy severní Moravy a Slezska s Moravskou Ostravou v čele. Zprvu příslušníci vyšších tříd nejen ostravské společnosti přespávali v pronajatých pokojích ve skromných domech místních obyvatel, posléze začali v prostoru mezi kunčickým nádražím a dnešním Beskydským rehabilitačním centrem stavět své více či méně výstavné vily. Zvýšený pohyb lidí zaregistroval a využil majitel dvora Wernerovice Ferdinand Brázda. Na svém statku roku 1889 otevřel hostinec „Unter den Linden“ (Pod Lipkami) a koloniál pro potřeby přibývajících letních hostů. Po smrti Ferdinanda Brázdy roku 1896 jeho manželka Klaudie prodala dvůr s hostincem manželům Dočekalovým z Ostravy. Ti nechali po pravé stravě silnice z Frýdlantu postavit roku 1898 jednopatrový Hotel Skalku, budovu koupelen a celý prostor mezi těmito budovami parkově upravili. Nákladná výstavba přivedla majitele do dluhů a objekty byly ve dražbě roku 1902 prodány MUDr. Janu Mayi, který zde založil hornické sanatorium. Název Hotel Skalka přešel roku 1911 na zařízení o několik metrů dále po levé straně, kde provozovna funguje dodnes
Zanedlouho letní hosté začali stavět své vlastní rekreační objekty. Prvním z těchto domů byla „Villa Rosen“ rodinného přítele Brázdových Emila Christopha, mj. stavitele dřevěné kaple v areálu postavena roku 1897. Dnes na jejím místě stojí moderní budova Domu Pionýrů Frýdek-Místek z roku 1970, která však respektuje půdorys původní vily. Následovala vila Dominika Werlika (1898), vila pplk. Navrátila (1898), roubená vila stavitele Ferdinanda Tichého (1899), vila manželů Jurečkových (1899) a dnes neexistující Parmova vila (1899). V novém století se výstavba ještě zrychlila a slibný vývoj přerušila až první světová válka. Za všechny vily vybudované v této době lze uvést mimořádně hodnotný secesní dům „Waldhaus Glassner“ (1902) vrchního stavebního rady Carla Glassnera nebo dřevěnou vilu Šárka poslance a advokáte JUDr. Fajfrlíka dle návrhu Dušana Jurkoviče z roku 1903.
Po skončení první světové války, v období konjunktury 20. let se znova začíná s výstavbou vil. Jedním z nejvýznamnějších a nejzámožnějších majitelů vil byl Ing. Dr. h. c. Edward Šebela, generální ředitel Vítkovické báňské a hutní společnosti, jenž zakoupil starší vilu Jana Jaterky s rozsáhlými pozemky, které byly roku 1926 parkově upraveny a vila nákladně přestavěna. Roku 1948 byla odkoupena státem. Roku 1960 byla znovu rozšířena jako Rekreační středisko karvinských elektráren. V dnešní době je v soukromých rukou a funguje jako penzion Karolina, avšak park okolo je opuštěn a zanedbán. Velmi zajímavou stavbou je také vila Dr. Ing. Rudolfa Zankla, generálního tajemníka a německého vedoucího Vítkovických kamenouhelných dolů. Má kruhový půdorys a osou domu je komín se středovým krbem. Postavena byla v roce 1928.
Někteří majitelé se sdružili již roku 1903 v Okrašlovacím spolku pro Velké Kunčice pod Radhoštěm. Výsledkem jejich činnosti byla stavba chodníku k nádraží, vybudování veřejného osvětlení v okolí lázní, otevření veřejného koupaliště a tenisových kurtů, které se nacházejí v areálu bývalého rekreačního střediska ČSD a hlavně výstavba a rekonstrukce dřevěného kostelíka roku 1931, který sem byl za první republiky dopraven v rozebraném stavu z Mukačeva na Podkarpatské Rusi. Činnost spolku byla násilně přerušena po roce 1948, avšak roku 2010 byl obnoven pod názvem Okrašlovací spolek Rozhledna.
Druhá světová válka proměnila lázně ve zotavovnu wehrmachtu. Po válce zde ještě existovala snaha obnovit lázně, avšak 1. března 1952 se lázně staly majetkem Československé republiky a staly se pobočkou Okresní nemocnice ve Frýdku-Místku, přičemž fungovaly jako porodnice. Kunčice se staly místem odborářské rekreace, svá střediska, buď nově postavená, nebo starší zestátněná, zde měly téměř všechny průmyslové podniky Ostravska, mládežnické organizace aj. Navíc proběhla masívní výstavba rekreačních chat, takže dodnes v letním období počet rekreantů převyšuje počet stálých obyvatel. Chaotická stavební činnost byla výrazně regulována v roce 1973.

## Obyvatelstvo
| Rok            | 1869  | 1880  | 1890  | 1900  | 1910  | 1921  | 1930  | 1950  | 1961  | 1970  | 1980  | 1991  | 2001  | 2011  | 2021  |
| -------------- | ----- | ----- | ----- | ----- | ----- | ----- | ----- | ----- | ----- | ----- | ----- | ----- | ----- | ----- | ----- |
| Počet obyvatel | 1 549 | 1 684 | 1 603 | 1 588 | 1 829 | 1 894 | 2 142 | 2 111 | 2 353 | 2 170 | 1 982 | 1 808 | 1 962 | 2 125 | 2 321 |
| Počet domů     | 264   | 291   | 281   | 281   | 308   | 308   | 389   | 514   | 529   | 591   | 534   | 682   | 689   | 771   | 839   |

Věková struktura obce Kunčice pod Ondřejníkem z roku 2011

## Obecní správa

### Obecní symboly
Znak a vlajka byly obci uděleny rozhodnutím předsedy Poslanecké sněmovny Parlamentu České republiky dne 17. října 1997.

#### Znak obce
Ve stříbrném štítě nad zeleným trojvrším se nachází volný červený ondřejský kříž přeložený vztyčeným zeleným kladivem a modrým květem lnu.

#### Prapor obce
List tvoří bílá žerďová část s volným červeným ondřejským křížem, přes který je položeno vztyčené zelené kladivo a modrý květ lnu se zeleným semeníkem, vlající část je zelená. Poměr šířky k délce je 2:3.

## Doprava
Kunčice pod Ondřejníkem se nachází na silnici II/483, mezi městy Frenštát pod Radhoštěm, a Frýdlant nad Ostravicí, která tato silnice spojuje. Z tohoto tahu dále vychází další silnice, vedoucí do sousedních obcí Tichá a Trojanovice. Autobusová doprava je v obci zajišťována 2 linkami dopravce ČSAD Vsetín, které směřují do Frenštátu, či Frýdlantu, a jedním mezikrajským spojiem mířícími z Havířova do Luhačovic. Autobusy zastavují na celkem 10 zastávkách. Obec má také železniční stanici Kunčice pod Ondřejníkem na železniční trati Ostrava-Valašské Meziříčí, která byla v roce 2016 rekonstruována.
Turistům slouží v obci několik kilometrů značených tras, které spojují hlavní turistické cíle v okolí - Pustevny, nebo vrcholy Skalka, a Smrk, a vyznačené cyklotrasy. V současnosti také probíhají rekonstrukce několika menších obecních cest, v lokalitách mimo centrum obce.

## Pamětihodnosti
- Dřevěný kostelík svatého Prokopa a Barbory z konce 17. století, přivezený do obce v roce 1931 z vesnice Hliňance u Činaďova na Podkarpatské Rusi.[7]
- Kostel svaté Maří Magdalény z roku 1814
- Kaple svaté Maří Magdalény
- Kaple Panny Marie na Gvardůvkách
- Husův sbor
- Přírodní rezervace Les Na Rozdílné
- Přírodní rezervace Skalka
- Památný strom Dub MUDr. Storcha, u vily Běla naproti lázním
- Památný strom Kunčická lípa, v oploceném parčíku po levé straně silnice z Kunčic do Frenštátu

## Fotografie

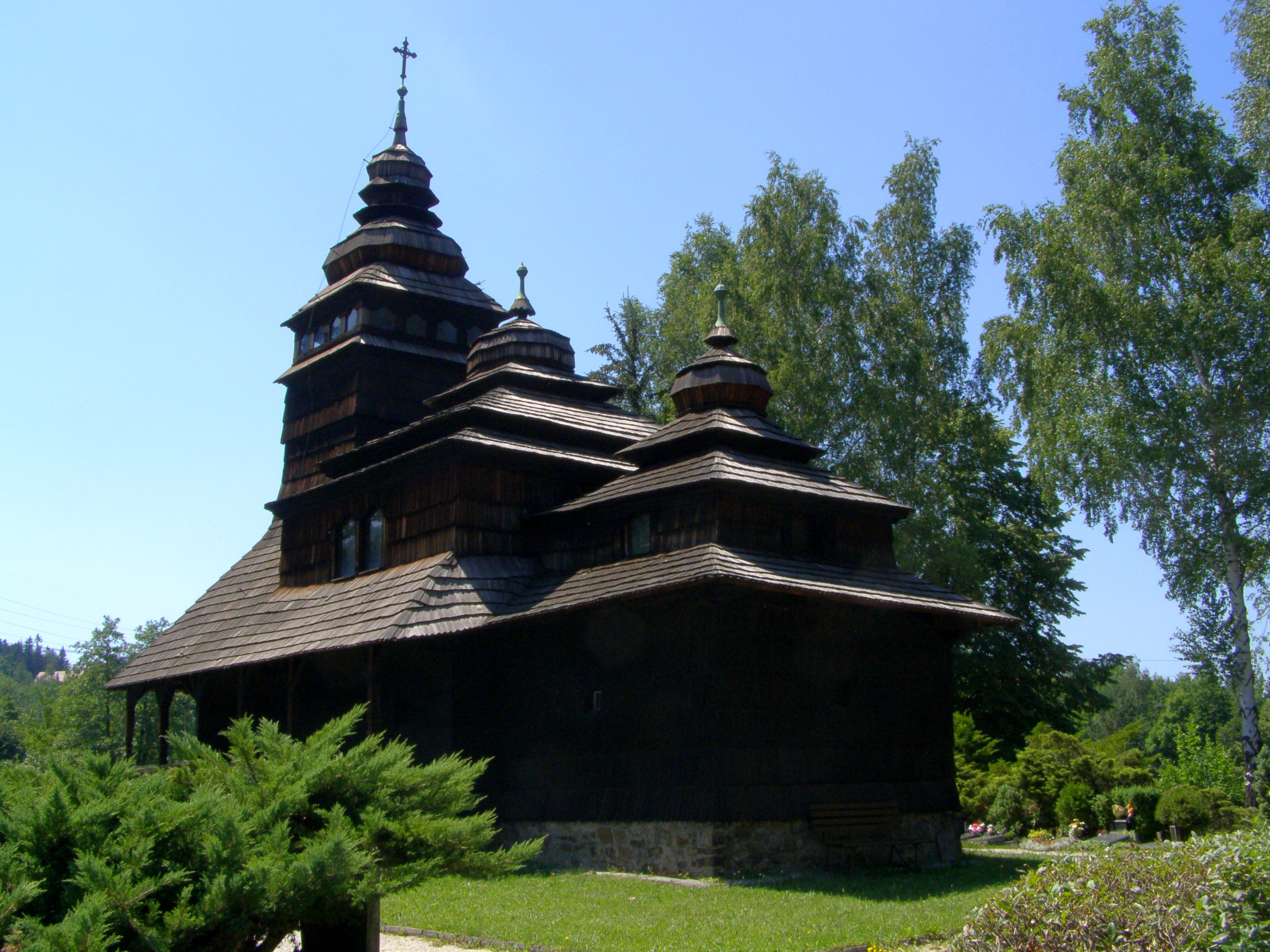
Kostel svatého Prokopa a Barbory
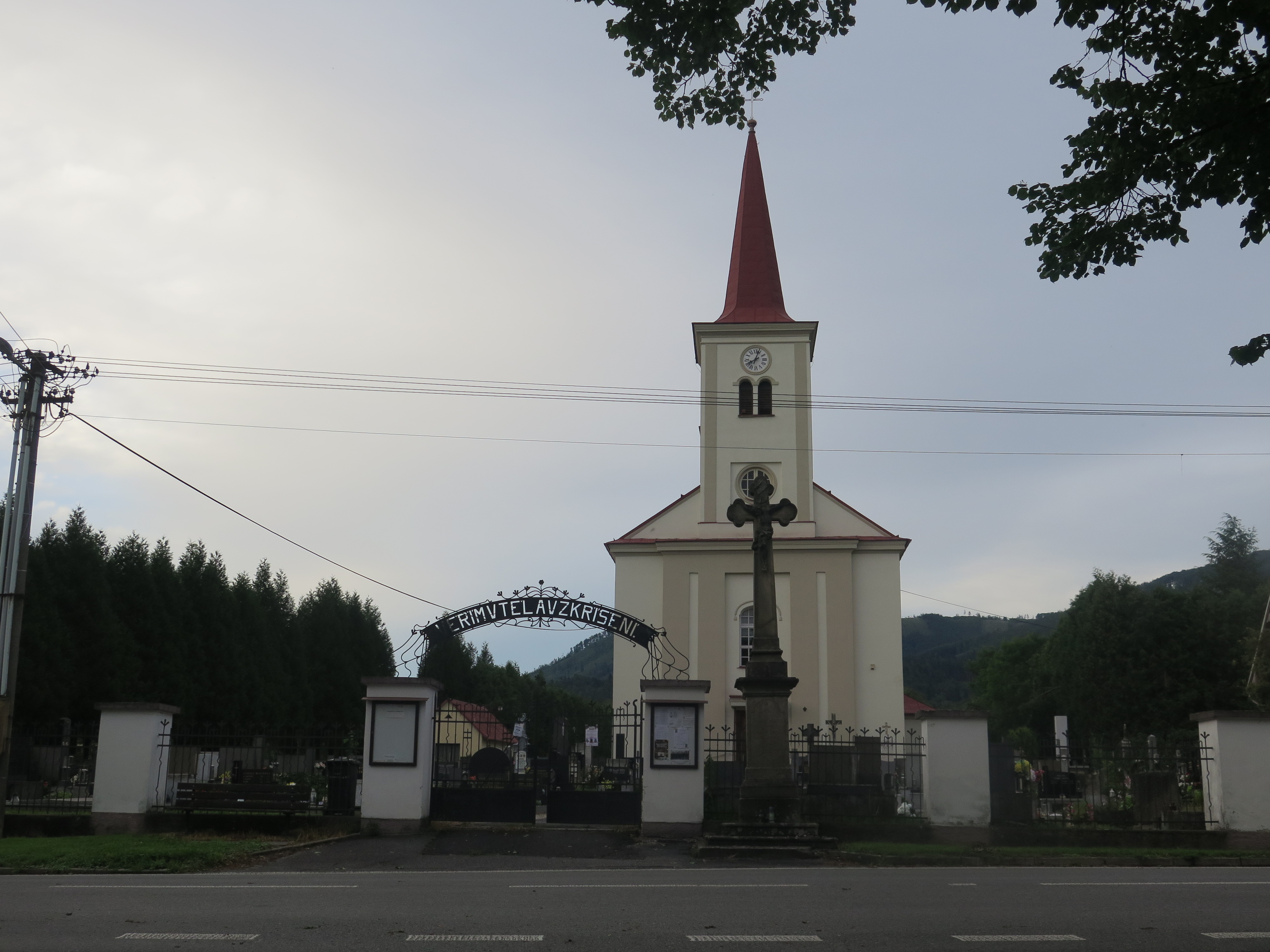
Kostel svaté Maří Magdalény
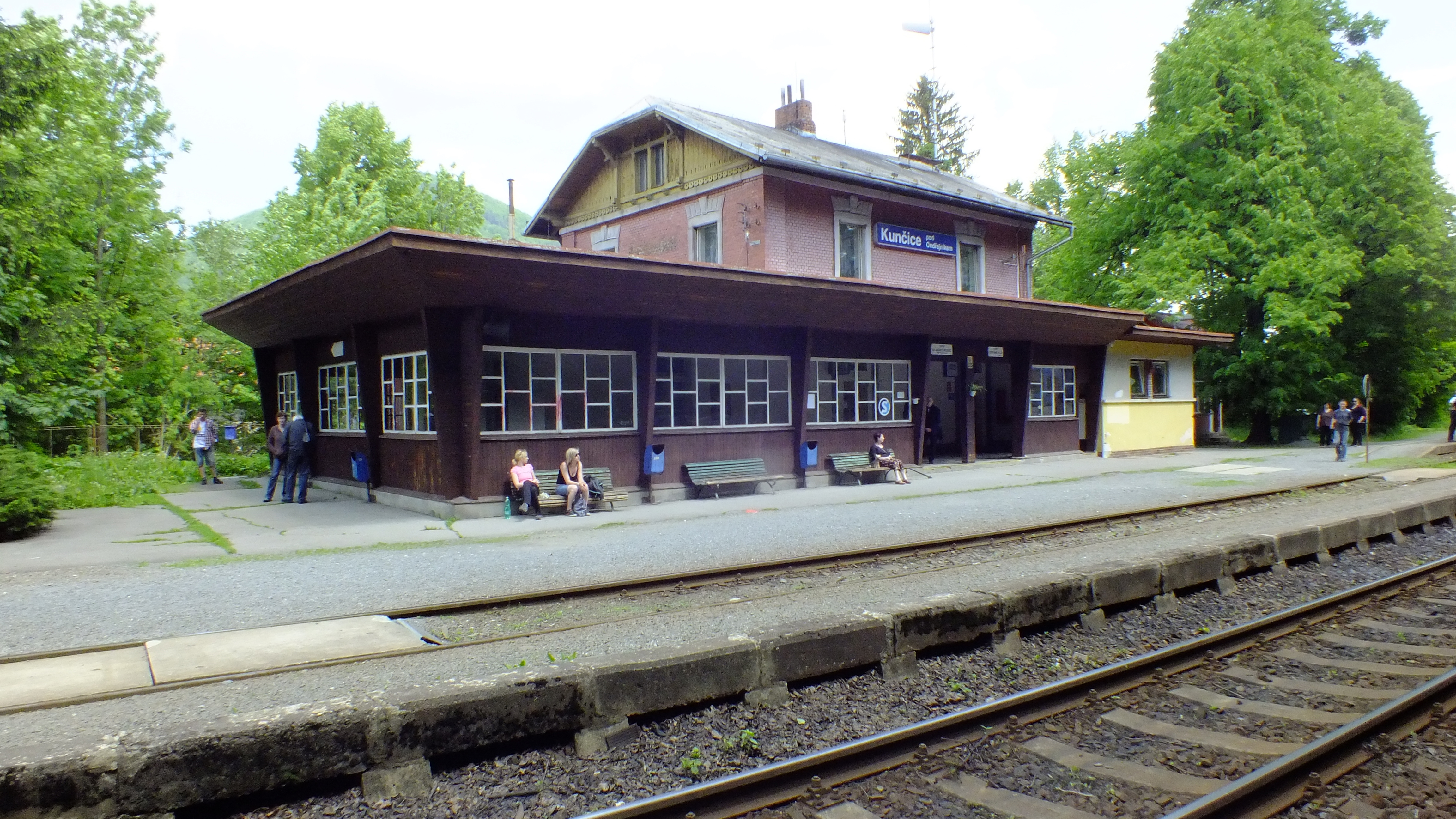
Železniční nádraží
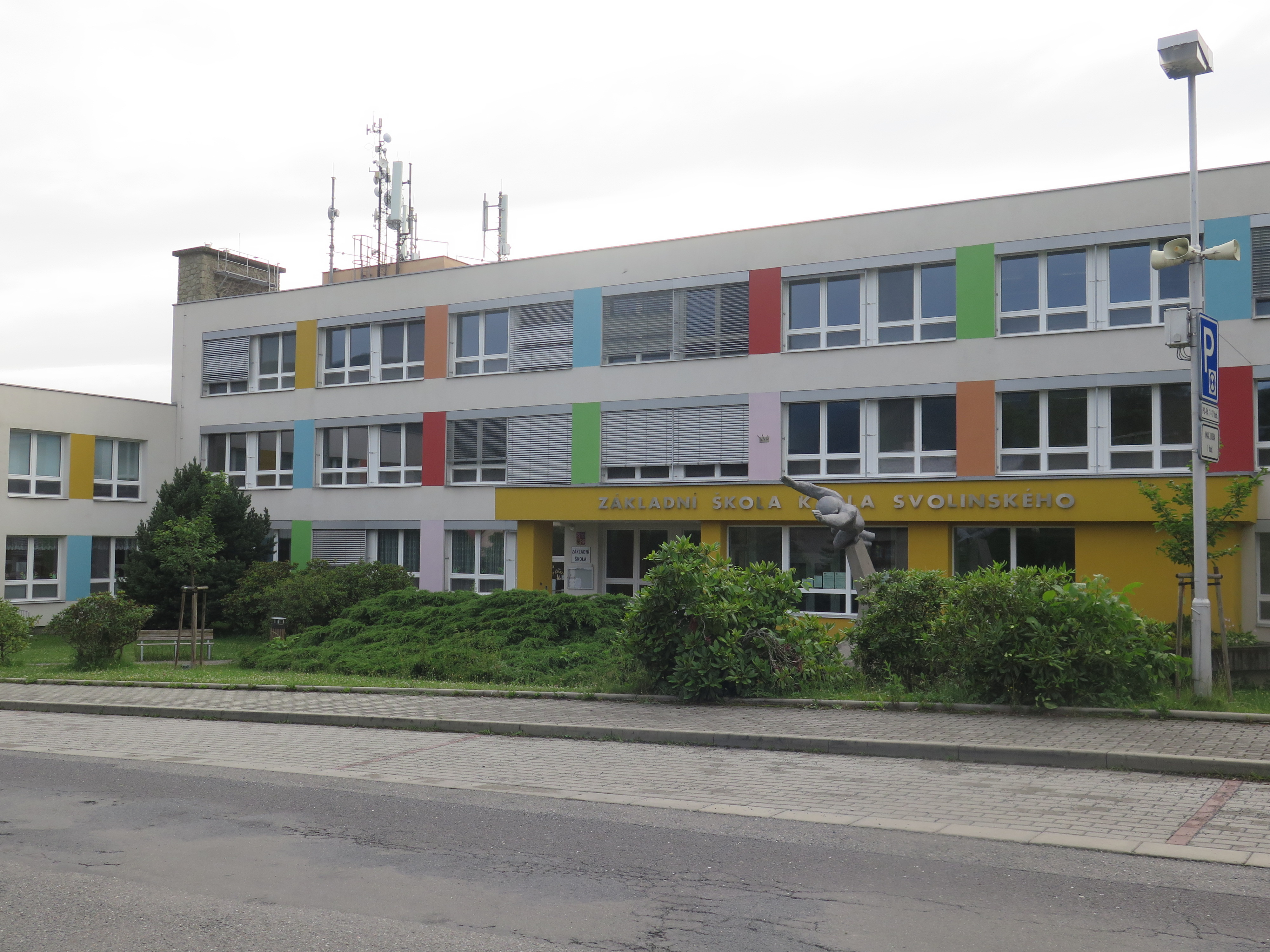
Základní škola

## Osobnosti
- Iveta Bartošová (1966–2014), zpěvačka
- Ivana Bartošová (* 1966), zpěvačka, sestra Ivety Bartošové
- Metod Doležil (1885–1971), sbormistr a hudební pedagog
- Vojtěch Doležil (1882-1961), malíř, pedagog a typograf
- Hubert Doležil (1876-1945), pedagog, spisovatel a hudební teoretik

## Partnerská obec
- Dolní Dunajovice, Česko (2023)[12]